# Volksrepubliek Polen
De Volksrepubliek Polen (Pools: Polska Rzeczpospolita Ludowa, PRL) was een communistische staat in Midden-Europa. De Volksrepubliek Polen bestond juridisch van 1952 (toen de Volksrepubliek in haar grondwet onder andere de naam volksrepubliek kreeg) tot 1989 (toen in Polen vrije verkiezingen waren gehouden). De facto bestond de Volksrepubliek Polen echter al vanaf de eerste communistische Poolse regering van Lublin (Polski Komitet Wyzwolenia Narodowego), ingesteld eind augustus 1944 in de bevrijde Poolse stad Lublin (waar het regime tot januari 1945 zetelde) tot 1989. Van 1944 tot 1952 was de officiële naam nog Republiek Polen (Polska Rzeczpospolita).
In 1944/1945 verdreef het Rode Leger en het Poolse Volksleger het Duitse leger uit Polen. Polen werd als staat hersteld. De vroegere Poolse staat, de Tweede Poolse Republiek, was door de Sovjet-Unie en Nazi-Duitsland verdeeld, waarbij de Duitsers een deel hadden geannexeerd en het andere deel, het Gouvernement-Generaal, bezet hielden. Na de bevrijding zou het hele land geografisch 250 km naar het westen worden verplaatst en kreeg het door de Sovjet-Unie een Communistisch regime opgelegd: Polen moest zijn, (veelal door Oekraïners en Wit-Russen bewoonde), oostelijk territorium van de vroegere Tweede Poolse Republiek afstaan aan de Sovjet-Unie en kreeg ter compensatie in het westen de Duitse gebieden Pommeren, Silezië en het zuiden van Oost-Pruisen in bezit, alsmede Danzig. De nieuwe grenzen werden de Oder-Neisse-linie in het westen en de Curzon-linie in het oosten. Net als in noordelijk Oost-Pruisen dat door de Russische Socialistische Federatieve Sovjetrepubliek geannexeerd werd en tevens etnisch van Duitsers werd gezuiverd, deporteerden ook de Poolse communistische autoriteiten de Duitsers uit de nieuwe westelijke gebieden van Polen, waarbij zeer vele Duitse burgers om het leven kwamen in dwangarbeids-, internerings- en doorgangskampen. Deze etnische zuiveringen staan onder historici bekend als de Verdrijving, en gelijkaardige zuiveringen kwamen voor in Tsjecho-Slowakije (Sudeten-Duitsers) en socialistisch Joegoslavië (Donau-Zwaben).
Een groot deel van de Poolse bevolking beschouwde het opgelegde communistische bewind in Warschau als niet-legitiem, hoewel velen van hen wel passief meewerkten. De vooroorlogse Poolse regering die in 1939 in ballingschap was gegaan na de bezetting van Polen door Duitsland en de Sovjet-Unie, keerde niet terug naar Polen, evenmin als een groot deel van de Poolse soldaten die in West-Europa hadden gevochten. De top van de antinazistische, katholiek-nationale verzetsbeweging in de oorlog, de Armia Krajowa (AK), werd zelfs in de Sovjet-Unie gevangengezet, waar enkelen van hen om het leven kwamen.
De Poolse arbeiders zijn meerdere keren in opstand gekomen:
- in 1956 in Poznan, waarbij 57-78 doden vielen
- in 1970 in de Poolse kuststeden, waarbij 40 doden vielen
- in 1980 in Gdańsk

De opstand van 1980 was het begin van het einde van de Volksrepubliek Polen. De staking van 1980 werd georganiseerd door Solidarność. Het communistische regime heeft deze beweging niet kunnen uitschakelen en bij de eerste vrije verkiezingen van na de Tweede Wereldoorlog (zie: Poolse verkiezingen 1989) kreeg Solidarność 161 van de 162 vrij verkiesbare zetels in de Sejm. Bij de senaatsverkiezingen van hetzelfde jaar kreeg Solidarność 99 van de 100 zetels.
De Volksrepubliek Polen stond onder het bewind van de Poolse Verenigde Arbeiderspartij, de PZPR. De Sovjet-Unie had echter een grote invloed op de Volksrepubliek. Het duidelijkste voorbeeld hiervan is Konstantin Rokossovski, een Sovjet-generaal die tussen 1947 en 1956 minister van Defensie in Polen was. Vanaf de oprichting in 1955 tot de opheffing in 1991 was Polen lid van het Warschaupact, waardoor de Poolse strijdkrachten de-facto onder het opperbevel van de Sovjet-Unie stonden.

## Staatsinrichting ten tijde van het communistisch bewind (tot 1990)
Volgens de communistische grondwet was het (eenkamer-) parlement, de Sejm, de hoogste autoriteit. In de Sejm waren drie partijen vertegenwoordigd, te weten:
- 1. De communistische Poolse Verenigde Arbeiderspartij (PZPR), die altijd een meerderheid aan zetels in de Sejm had;
- 2. De Verenigde Boerenpartij, een partij die zich vooral richtte op de kleine (zelfstandige) boeren en samenwerkte met de PZPR;
- 3. De Democratische Partij, een liberale partij die eveneens met de PZPR samenwerkte en zich vooral richtte op de (stedelijke) middenklasse.

Naast deze 3 partijen hadden ook partijlozen zitting in de Sejm. De meesten van hen behoorden tot de twee katholieke verenigingen/groeperingen, de Pax-Groep en de Znak-Groep. De Pax-Groep werkte zeer nauw samen met de communisten, en bestond uit zeer linkse en progressieve katholieken, maar werd niet gesteund door het katholiek episcopaat. De links-katholieke Znak-Groep bestond sinds 1976 uit twee subgroepen: een regeringsgetrouwe en de oppositionele democratische. De laatste subgroep verkreeg uiteindelijk de steun van het episcopaat. In 1981 leverde de regeringsgetrouwe subgroep binnen de Znak-Groep de vicepremier. Begin 1981 kondigde generaal en communistisch prominent Wojciech Jaruzelski de staat van beleg en de noodtoestand af, om de interne oppositie te kunnen controleren.
De Sejm koos uit haar midden een Staatsraad. De voorzitter van de Staatsraad was de staatspresident van Polen. De voorzitter van de Staatsraad en de premier waren automatisch lid van het Politbureau van de Poolse Verenigde Arbeiderspartij.

## De Poolse Verenigde Arbeiderspartij
De Poolse Verenigde Arbeiderspartij (PZPR) was de werkelijke machtsinstantie in het vroegere communistische Polen. Binnen de PZPR deelde het Politbureau de lakens uit. De secretaris-generaal van de PZPR was de machtigste persoon binnen de partij en in het land.